# I quattro del getto tonante
I quattro del getto tonante è un film italiano del 1955, diretto da Fernando Cerchio.

## Trama
Alla fine del secondo conflitto mondiale, l'Aeronautica italiana inizia la sua ricostruzione. Sui campi d'aviazione i piloti delle nuove leve s'incontrano con i veterani. Nell'aeroporto di Villafranca, un gruppo di piloti segue un corso d'addestramento su moderni velivoli a reazione statunitensi, gli F84G Getto tonante.
Al maggiore Montanari viene l'idea di costituire una pattuglia acrobatica italiana, che possa concorrere con quelle delle altre nazioni. Sottopone quindi l'idea a quattro suoi compagni di corso: il capitano Rosi, il tenente Zanchi, il maresciallo Alberti e il sergente maggiore Chiarelli, che l'accolgono con entusiasmo. Per molti giorni i cinque piloti si sottopongono ad un duro addestramento segreto.
Un incidente di volo capitato al maresciallo Alberti fa quasi scoprire il segreto dei cinque. Il cap. Rosi è avvilito per l'atteggiamento della giovane moglie, che non sa dominare la propria ansia quando il marito è in volo.
A riportare la tranquillità tra i due sarà l'intervento della madre del magg. Montanari abituata ad attendere con fiducia il ritorno del figlio. Il grado di addestramento raggiunto dai piloti è ormai più che soddisfacente: essi possono quindi rivelare al Colonnello comandante il loro segreto prima di esibirsi per dare un saggio della loro capacità. Tuttavia a posto del ten. Zanchi che giunge in ritardo, partecipa all'esibizione il maresciallo che ancora sofferente per l'incidente subito va incontro ad un incidente più grave nel corso del quale resta mortalmente ferito. La pattuglia sembra finita ma il maresciallo morente infonderà nuova fiducia nei superstiti.